# Saint-Ouen-du-Breuil
Saint-Ouen-du-Breuil é uma comuna francesa na região administrativa da Normandia, no departamento de Sena Marítimo. Estende-se por uma área de 6,32 km². Em 2010 a comuna tinha 790 habitantes (densidade: 125 hab./km²).